# ペトラリーア・ソッターナ
ペトラリーア・ソッターナ（イタリア語: Petralia Sottana ; シチリア語: Pitralìa Suttana）は、イタリア共和国シチリア自治州パレルモ県にある、人口約2,700人の基礎自治体（コムーネ）。

## 地理

### 位置・広がり
パレルモ県東部のコムーネ。チェファルーから南南東へ26km、エンナから北北西へ32km、州都・県都パレルモから東南東へ73kmの距離にある。

#### 隣接コムーネ
隣接するコムーネは以下の通り。括弧内のCLはカルタニッセッタ県所属を示す。
- アリメーナ
- ブルーフィ
- カルタニッセッタ (CL)
- カステルブオーノ
- カステッラーナ・シークラ
- ジェラーチ・シークロ
- イズネッロ
- マリアノーポリ (CL)
- ペトラリーア・ソプラーナ
- ポリッツィ・ジェネローザ
- レズッターノ (CL)
- サンタ・カテリーナ・ヴィッラルモーザ (CL)
- ヴィッラルバ (CL)

## 行政

### 分離集落
ペトラリーア・ソッターナには、以下の分離集落（フラツィオーネ）がある。
- Piano Battaglia, Landro, Tudia, Recattivo